# Gare de Fort-l'Écluse-Collonges
Ne doit pas être confondu avec Gare de Collonges - Fontaines ou Gare de Collonges (Côte-d'Or).
La gare de Fort-l'Écluse-Collonges est une gare ferroviaire française, fermée, des lignes de Lyon-Perrache à Genève (frontière) et de Collonges - Fort-l'Écluse à Divonne-les-Bains (frontière). Elle est située sur le territoire de la commune de Collonges, près du fort l'Écluse, dans le département de l'Ain, en région Auvergne-Rhône-Alpes.
Elle est fermée aux services des voyageurs et des marchandises.

## Situation ferroviaire
Établie à 356 mètres d'altitude, la gare de Fort-l'Écluse-Collonges est située au point kilométrique (PK) 142,544 de la ligne de Lyon-Perrache à Genève (frontière). entre les gares de Longeray-Léaz (fermée aux voyageurs) et Pougny - Chancy. C'est une gare de bifurcation avec la ligne de Collonges - Fort-l'Écluse à Divonne-les-Bains (frontière) dont le tronçon jusqu'à Chevry est utilisé pour du fret, elle est ensuite fermée jusqu'à la frontière.

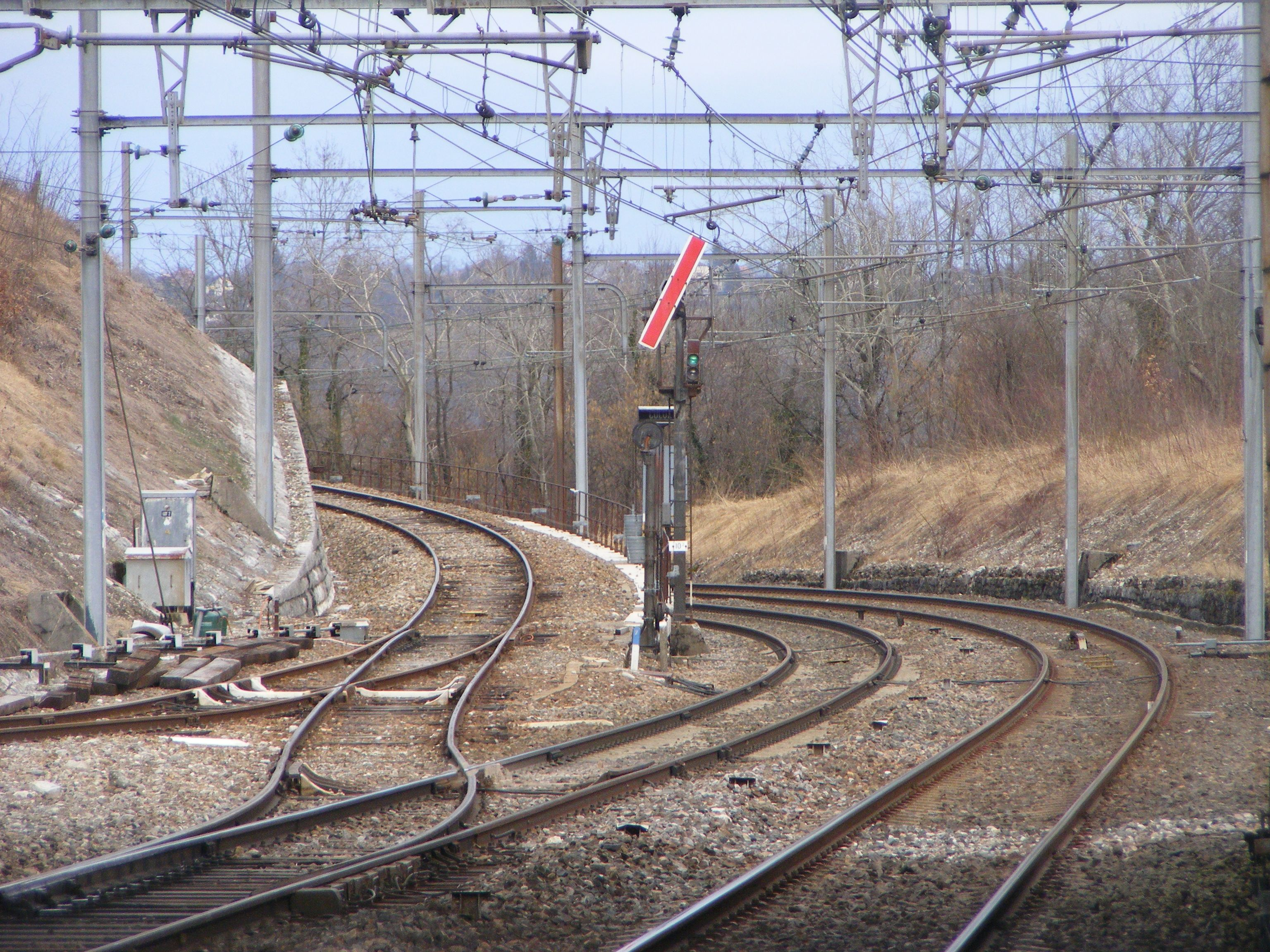
En sortie de la gare de Collonges, la bifurcation des lignes.

## Histoire
L'ouverture de la section de la ligne de Lyon-Perrache à Genève (frontière) entre Seyssel et Genève a lieu le 18 mars 1858. La loi du 17 juillet 1879 (dite plan Freycinet) déclare d'intérêt général une ligne partant de la ligne de Lyon à Genève et desservant Gex et Divonne. Déclarée d'utilité publique le 7 janvier 1881 et mise en service par la  Compagnie des chemins de fer de Paris à Lyon et à la Méditerranée (PLM) le 1er juin 1899, elle se détache de la ligne de Lyon à Genève à Collonges - Fort-l'Écluse.
La gare figure dans la nomenclature 1911 des gares, stations et haltes, du PLM sous l'appellation Collonges-Fort-l'Ecluse. Elle porte le no 26 de la section de Culoz à Genève et le no 15 de la section de Bellegarde à Divonne. C'est une gare ou l'on peut expédier des « dépêches privées » mais pas en recevoir. Elle dispose du service complet de la grande vitesse (GV), « à l'exclusion des chevaux chargés dans des wagons-écuries s'ouvrant en bout et des voitures à 4 roues, à deux fonds et à deux banquettes dans l'intérieur, omnibus, diligences, etc. »  et du service complet de la petite vitesse (PV) avec la même limitation.
Fermée au trafic des voyageurs[Quand ?], la gare est fermée au service des marchandises Fret SNCF le 3 novembre 2009, mais sa réouverture figure dans les projets du Grand Genève.

## Service des voyageurs
Gare fermée.

## Galerie de photographies

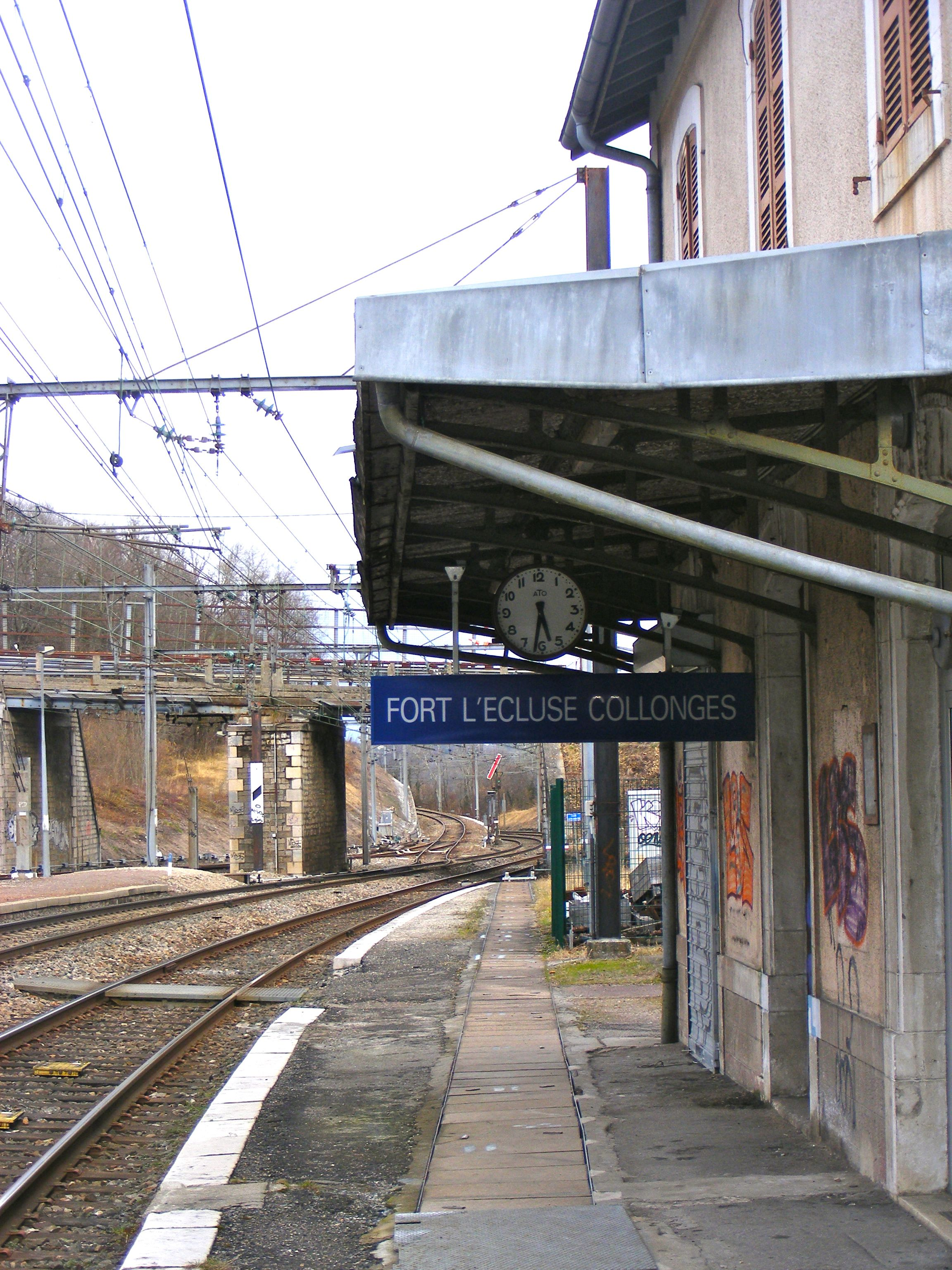
Quai de la gare en 2011.
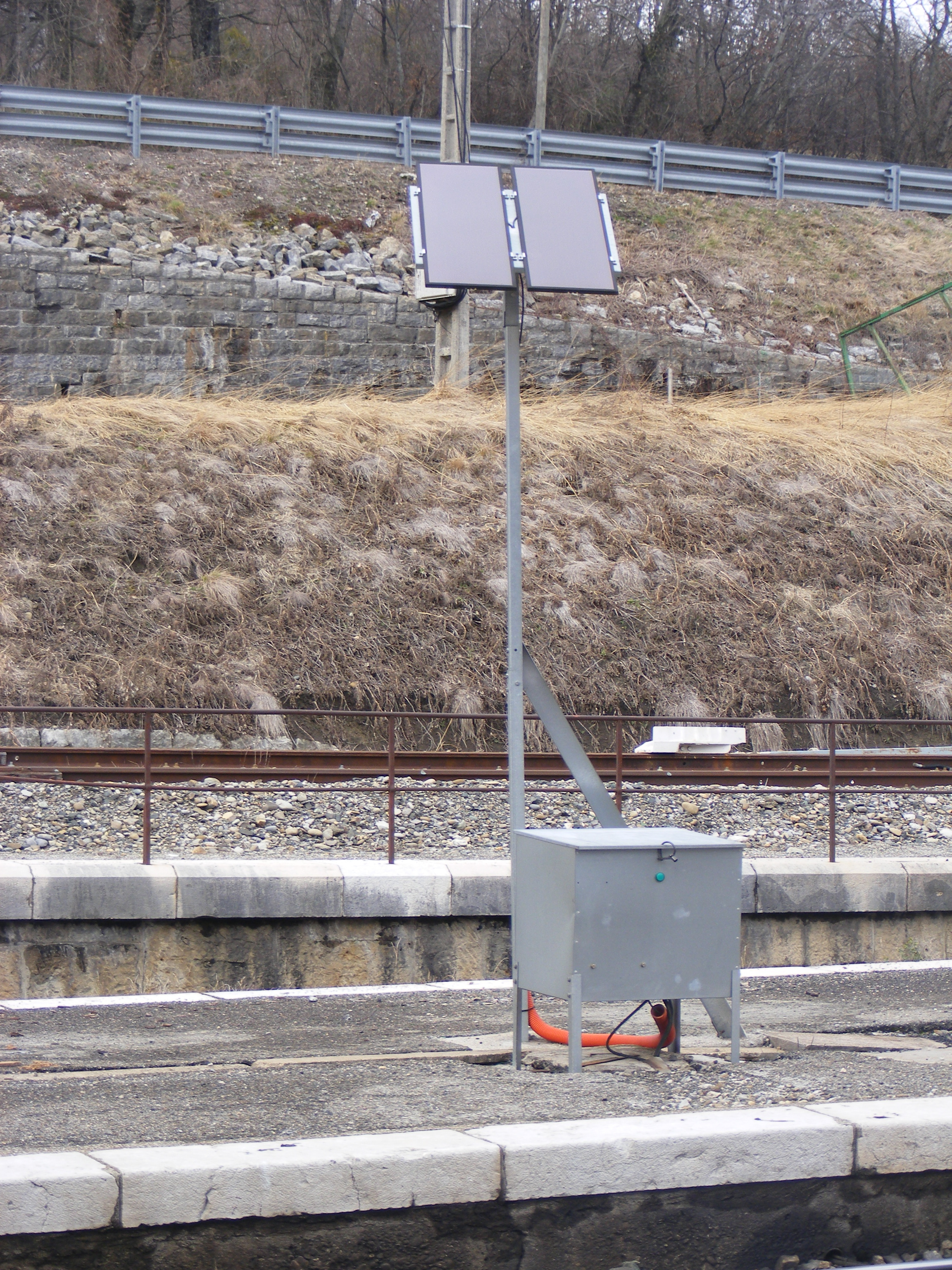
Sur le quai central commande pour graissage d'aiguillage.
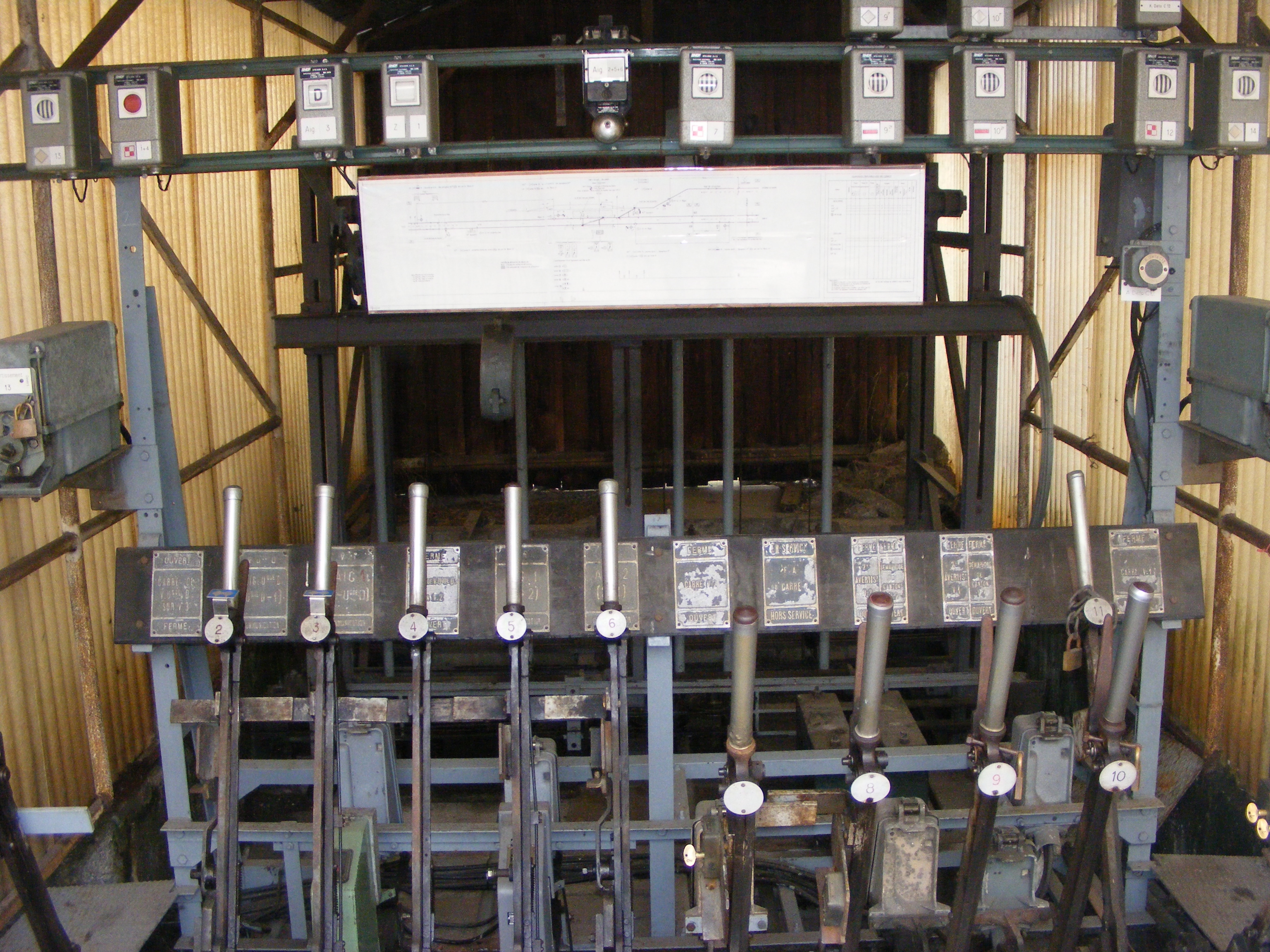
Commande des aiguilles.
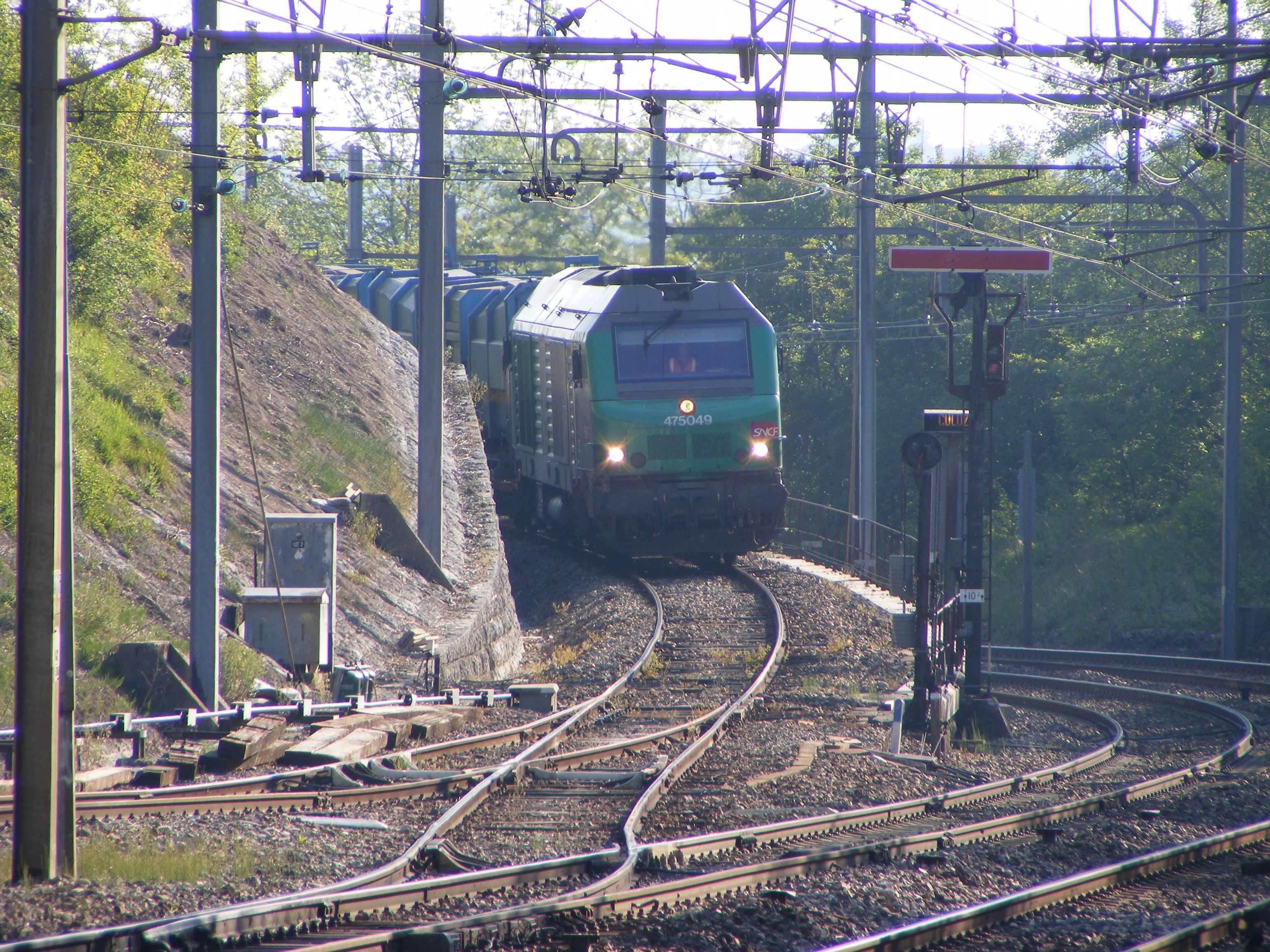
À la bifurcation, un train de fret en 2011.